# Jürgen Fassbender
Jürgen Fassbender (Wesseling, 28 maggio 1948) è un ex tennista tedesco.

## Carriera
In carriera ha vinto 1 titolo in singolare e 16 titoli di doppio. Nei tornei del Grande Slam ha ottenuto il suo miglior risultato raggiungendo le semifinali di doppio all'Open di Francia nel 1973 e a Wimbledon nel 1973 e nel 1975.
In Coppa Davis ha disputato 34 partite, collezionando 20 vittorie e 14 sconfitte. Per la sua costanza nel rappresentare la propria nazione nella competizione è stato insignito del Commitment Award.

## Statistiche

### Singolare

#### Vittorie (1)
| Numero | Anno | Torneo                      | Superficie  | Avversario in finale | Punteggio          |
| 1.     | 1974 | BMW Open, Monaco di Baviera | Terra rossa | François Jauffret    | 6–2, 5–7, 6–1, 6–4 |

### Doppio

#### Vittorie (16)
| Numero | Anno | Torneo                            | Superficie  | Compagno            | Avversari in finale                 | Punteggio     |
| 1.     | 1968 | Austrian Open, Kitzbühel          | Terra rossa | Wilhelm Bungert     | Gerald Battrick Robert Wilson       | 6–3, 6–2      |
| 2.     | 1972 | Austrian Open, Kitzbühel          | Terra rossa | Hans-Jürgen Pohmann | Malcolm J. Anderson Geoff Masters   | 7–6, 6–4, 6–4 |
| 3.     | 1973 | ATP Birmingham, Birmingham        | Cemento     | Pat Cramer          | Clark Graebner Ion Țiriac           | 6–4, 7–5      |
| 4.     | 1973 | ATP German Open, Amburgo          | Terra rossa | Hans-Jürgen Pohmann | Manuel Orantes Ion Țiriac           | 7–6, 7–6, 7–6 |
| 5.     | 1974 | Omaha Open, Omaha                 | Cemento     | Karl Meiler         | Ian Fletcher Kim Warwick            | 6–2, 6–4      |
| 6.     | 1974 | Baltimore Open, Baltimora         | Sintetico   | Karl Meiler         | Owen Davidson Clark Graebner        | 7–6, 7–5      |
| 7.     | 1974 | Little Rock Open, Little Rock     | Sintetico   | Karl Meiler         | Vitas Gerulaitis Bob Hewitt         | 6–0, 6–2      |
| 8.     | 1974 | Calgary Indoor, Calgary           | Indoor      | Karl Meiler         | Iván Molina Jairo Velasco, Sr.      | 6–4, 6–4      |
| 9.     | 1974 | Tempe Indoor, Tempe               | Cemento     | Karl Meiler         | Ian Fletcher Kim Warwick            | 4–6, 6–4, 7–5 |
| 10.    | 1974 | ATP German Open, Amburgo          | Terra rossa | Hans-Jürgen Pohmann | Brian Gottfried Raúl Ramírez        | 6–3, 6–4, 6–4 |
| 11.    | 1975 | ATP Birmingham, Birmingham        | Sintetico   | Karl Meiler         | Colin Dowdeswell John Yuill         | 6–1, 3–6, 7–6 |
| 12.    | 1975 | Swiss Open Gstaad, Gstaad         | Terra rossa | Hans-Jürgen Pohmann | Colin Dowdeswell Ken Rosewall       | 6–4, 9–7, 6–1 |
| 13.    | 1976 | Swiss Open Gstaad, Gstaad         | Terra rossa | Hans-Jürgen Pohmann | Paolo Bertolucci Adriano Panatta    | 7–5, 6–3, 6–3 |
| 14.    | 1977 | Düsseldorf Grand Prix, Düsseldorf | Terra rossa | Karl Meiler         | Paul Kronk Cliff Letcher            | 6–3, 6–3      |
| 15.    | 1977 | Swiss Open Gstaad, Gstaad         | Terra rossa | Karl Meiler         | Colin Dowdeswell Bob Hewitt         | 6–4, 7–6      |
| 16.    | 1978 | Berlin Open, Berlino              | Terra rossa | Colin Dowdeswell    | Željko Franulović Hans Gildemeister | 6–3, 6–4      |